# Valdepeñas
Valdepeñas er en by og kommune i det sydlige centrale Spanien i provinsen Ciudad Real. Den har et indbyggertal på 30.617 (2024) indbyggere.